# Corneilla-la-Rivière
Corneilla-la-Rivière (în catalană Cornellà de la Ribera) este o comună în departamentul Pyrénées-Orientales din sudul Franței. În 2009 avea o populație de 1.824 de locuitori.

## Evoluția populației
| An        | 1975 | 1982 | 1990  | 1999  | 2006  | 2009  |
| --------- | ---- | ---- | ----- | ----- | ----- | ----- |
| Populație | 936  | 967  | 1.081 | 1.407 | 1.686 | 1.824 |